# 尤塔·普洛赫
尤塔·普洛赫（德語：Jutta Ploch，1960年1月13日—），婚后姓申克（Schenk），德国女子赛艇运动员。她曾代表东德参加1980年夏季奥林匹克运动会赛艇比赛，获得女子四人双桨有舵手金牌。